# Burkhard Mithoff

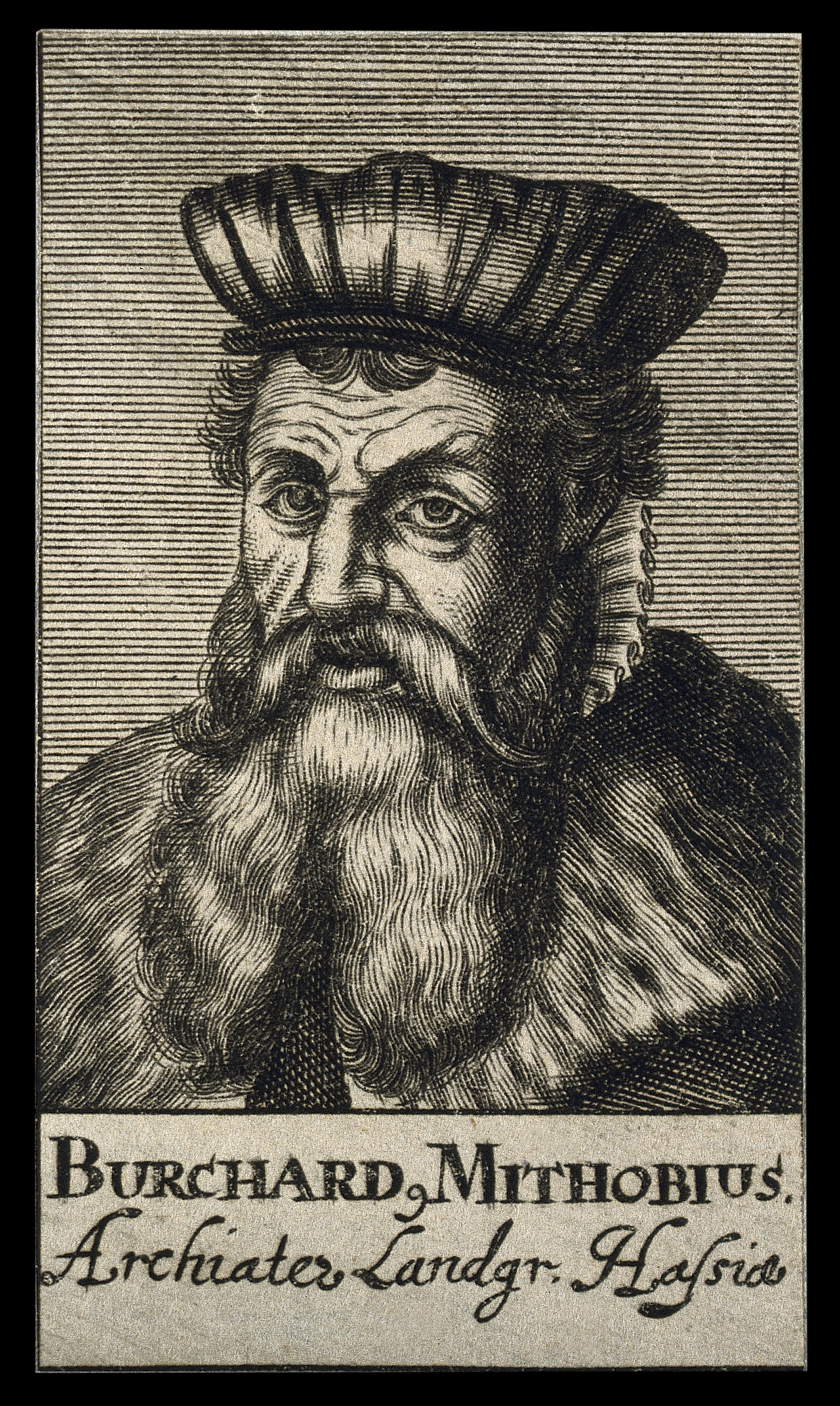
Porträt ca. 1688

Burkhard Mithoff oder Burchardus Mithobius (auch Burchard Mithoff, Metobius, Mithauff, Mithobius, Mythof; * 30. April 1501 in Neustadt am Rübenberge; † 16. August 1564 in Münden) war ein deutscher Mediziner und Mathematiker.

## Leben
Mithoff entstammte den Mithoff und war Sohn des Kaufmanns Burkhard (II., 1475–1530) aus Neustadt am Rübenberge und dessen Ehefrau Ilsabe Schwennecke Geberding gen. Metel.
Seine frühe Ausbildung und sein früher Werdegang sind nicht bekannt. In der Literatur wird die Vorbildung in seiner Heimatstadt sowie in Hamburg angenommen. Jedenfalls wurde er am 6. Mai 1524 an der Universität Rostock immatrikuliert. Dort erlangte er den Bakkalaureusgrad, bevor er zu Ostern 1525 an der Universität Erfurt eingeschrieben wurde. In Erfurt schloss er sich der Reformation an und verkehrte im Humanistenkreis von Helius Eobanus Hessus, Caspar Rudolph und Joachim Camerarius der Ältere, mit denen er auch später im Briefkontakt stand. Ebenso pflegte er Briefkontakt zu Martin Luther und Philipp Melanchthon. In Erfurt wurde er außerdem zum Magister graduiert.
Mithoff wurde 1531 an die Universität Marburg berufen. Dort hatte er bis 1536 den Lehrstuhl für Physik inne, wobei er als Professor die Mathematik, Astronomie und Astrologie lehrte. Zugleich studierte er Medizin. Er nahm am 20. Juli 1535 die erste Sektion eines menschlichen Kopfes in Marburg vor und wurde unter Johannes Dryander am 11. November 1535 zum Dr. med. promoviert.
Mithoff trat 1536 als landgräflicher Rat und Leibarzt (Archiater) in den Dienst des Landgrafen Philipp I. von Hessen und übersiedelte dazu von Marburg nach Kassel. Im Dienst der Landgrafen stand er noch 1558. Seit 1539 stand er auch in Kontakt mit dem Hof des Fürstentums Calenberg-Göttingen. Dort in Münden wurde er 1539 auch Leibarzt von Erich I. Herzog von Braunschweig-Lüneburg, regierender Fürst von Calenberg-Göttingen. Er siedelte nach Münden über. Nach dem Tod Erichs 1540 wurde er als Leibarzt der Witwe Elisabeth von Braunschweig-Lüneburg und des Herzogs Erich II., für den Elisabeth die Regierungsgeschäfte führte, verstärkt als Berater herangezogen und außerdem mit dem Titel Hofrat versehen für diplomatische Missionen eingesetzt. Mithoff soll bedeutenden Einfluss an der Einführung der Reformation im Fürstentum gehabt haben. Dabei stand er nicht nur in verwandtschaftlicher Beziehung zu Antonius Corvinus. Der Einfluss blieb auch nach der Eheschließung Elisabeths mit dem Grafen Poppo XII. zu Henneberg (1513–1574) bestehen, der Mithoff ebenso zu seinem Leibarzt ernannte. Darüber hinaus ernannte ihn auch dessen Bruder Georg Ernst von Henneberg-Schleusingen zu seinem Leibarzt.

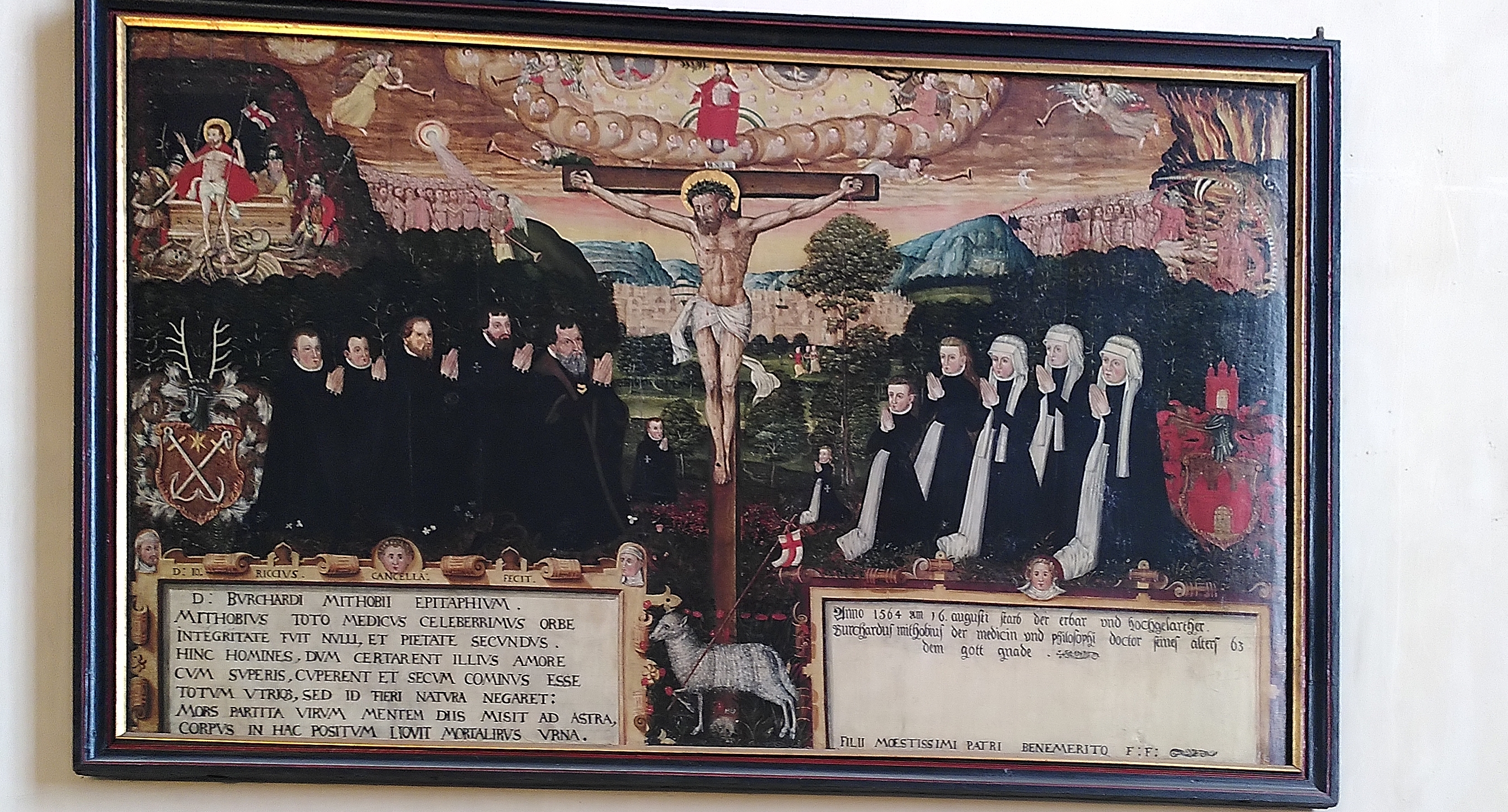
Epitaphgemälde für BVRCHARDI MITHOBII in der St. Blasiuskirche Hann. Münden

Mithoff wurde in der St.-Blasius-Kirche in Hannoversch Münden beigesetzt. Ein Epitaphgemälde von 1567 hängt heute an der Ostwand des südlichen Seitenschiffs.

## Familie
Mithoff heiratete am 20. September 1531 in Marburg Amalia (Amulaea) Brook, Tochter des Marburger Ratsherrn Johannes Brook († 1529 in Marburg) und der Methel Switzer († 1516 in Marburg). Sie hatten miteinander zehn Kinder, darunter Hector Mithobius (1532–1607), Stadtphysicus in Hannover.

## Werke (Auswahl)
- Rezeptsammlung (von Kopf bis Fuss), Manuskript nach 1500 (Digitalisat)
- Annvli cvm sphaerici tvm mathematici usus & structura, opera D. Burchardi Mithobij Neapolitani, celeberrimæ academiæ Marpurgen[sis] mathematici, Marburg 1536.
- D. Burckhardi Mithobij, Mathematici vnd Physici. Auff das M. D. xxxix. Jhar. zu Ehren vnd wolfart, Dem Durchleuchtigen … Fuersten, Herrn Ehrreichen dem Eltern Hertzogen zu Braunschweigk vnd Lueneburgk etc., Erfurt 1538.
- Eivsdem piae memoriae Principis atque Ducis etc. Epitaphion Authore D. Burchardo Mithobio v. Medicinæ Doctore, Illustrißimi Principis atque Ducis Iunioris Brunsuicensis etc. Medico. In: Petrus Mosellanus, Tabulae Petri Mosellani de schematibus et tropis, iam recens compluribus figuris locupletatæ, uarijsque nouis Autorum optimorum exemplis illustratæ, per Reinhardum Lorichium Hadamarum, Frankfurt am Main 1540.
- Stereometria ars oeconomica, docens certas dimensiones corporum solidorum, ratione Mathematica, Frankfurt am Main 1544.